# Clistoabdominalis collessi
Clistoabdominalis collessi är en tvåvingeart som beskrevs av Skevington 2001. Clistoabdominalis collessi ingår i släktet Clistoabdominalis och familjen ögonflugor. Inga underarter finns listade i Catalogue of Life.